# 콜린데일역

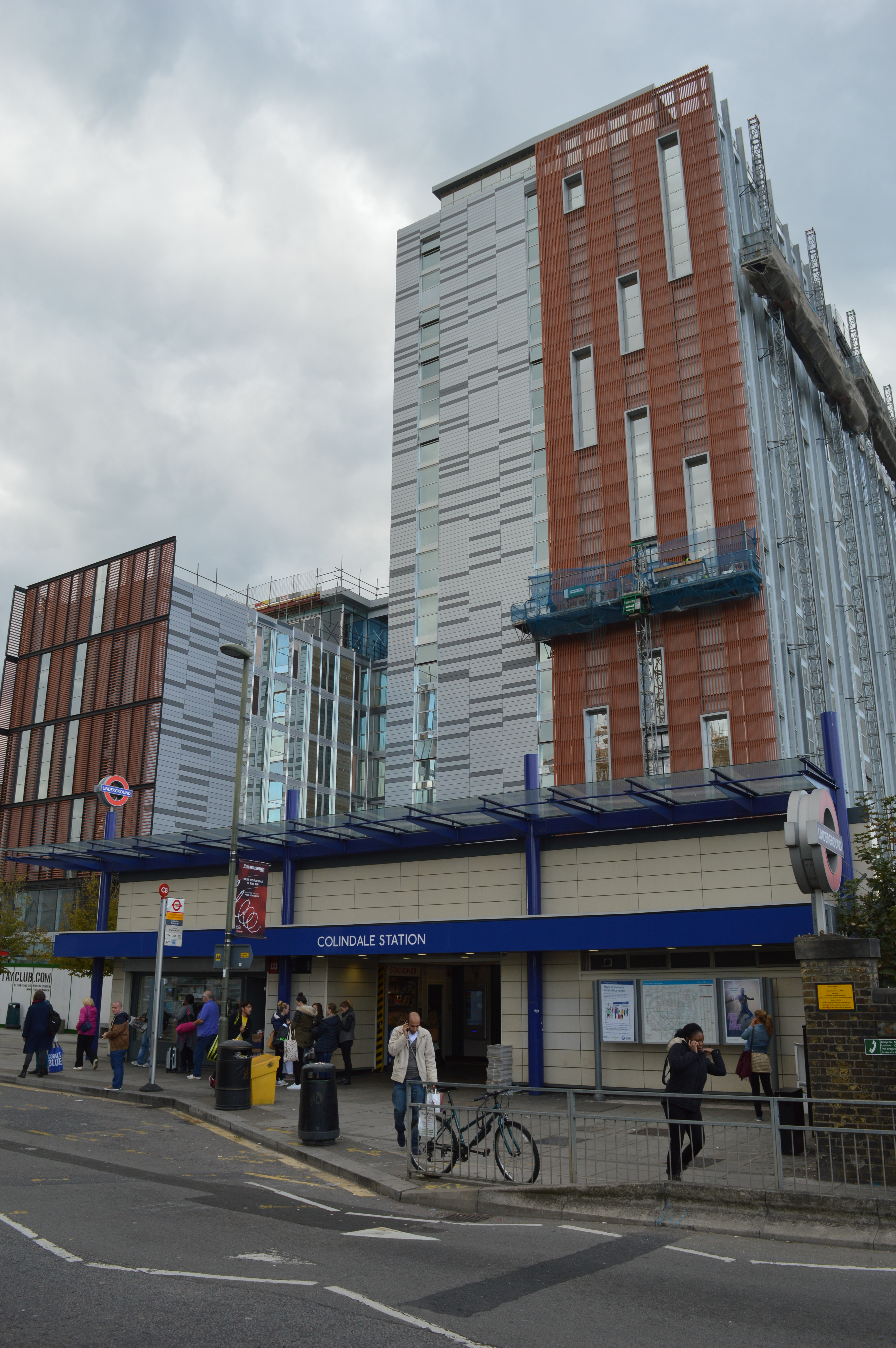
콜린데일 역 (2016년)

콜린데일역은 런던 북부 교외의 콜린데일에 위치한 런던 지하철역이다. 노던 선의 에지웨어 지선에 속해 있으며 번트 오크 역과 헨든 센트럴 역 사이에 있다. 트래블카드 4구역에 속한다.

## 역사
콜린데일 역은 1924년 8월 18일 콜린데일 애비뉴의 북쪽에 문을 열었다. 당시 콜린데일 역이 속한 노선은 '햄프스테드 하이게이트 선'으로 에지웨어 연장선 2차 구간의 첫번째 역이었다. 역 승강장은 어느 한쪽에 치우치지 않고 동서로 뻗은 도로를 따라 바로 지하에 위치하였으며, 역 건물은 지하철 설계를 맡은 스탠리 힙스가 고전 양식으로 설계하였다. 지하철역이 문을 열면서 콜린데일 지역의 개발에도 불이 붙게 되었다.
T. E. 로렌스는 헨든 에어로드롬에서 살던 시절 콜린데일 역을 자주 이용하였으며, 그가 1927년부터 1928년까지 신문 <더 스펙테이터>에 기사를 낼 때 필명은 역의 이름에서 따온 '콜린 데일' (Colin Dale)으로 붙이기도 했다.
콜린데일 역은 런던 대공습 기간 동안 심하게 파괴되었다. 1940년 9월 25일 오후 8시 45분 역 건물에 큰 폭탄이 투하되었다. 폭발 당시 총 400명의 승객이 탑승한 열차 두 대가 역에 정차해 있었고 이중 13명이 사망했다. 아홉 팀의 구조대가 한밤중까지 생존자 구조에 나섰고, 다음날 9월 26일에는 조지 6세 국왕과 엘리자베스 여왕이 현장을 방문하였다.
폭파 후 나무로 된 임시 가건물이 세워졌는데 옛 건물을 1962년까지 그대로 두는 바람에 그때까지 역사 대용으로 쓰게 되었다. 가건물이 철거되고 지금의 새 건물이 지어졌으며, 여객 건물 뿐만 아니라 가게 자리도 들이게 되었다.

## 명소

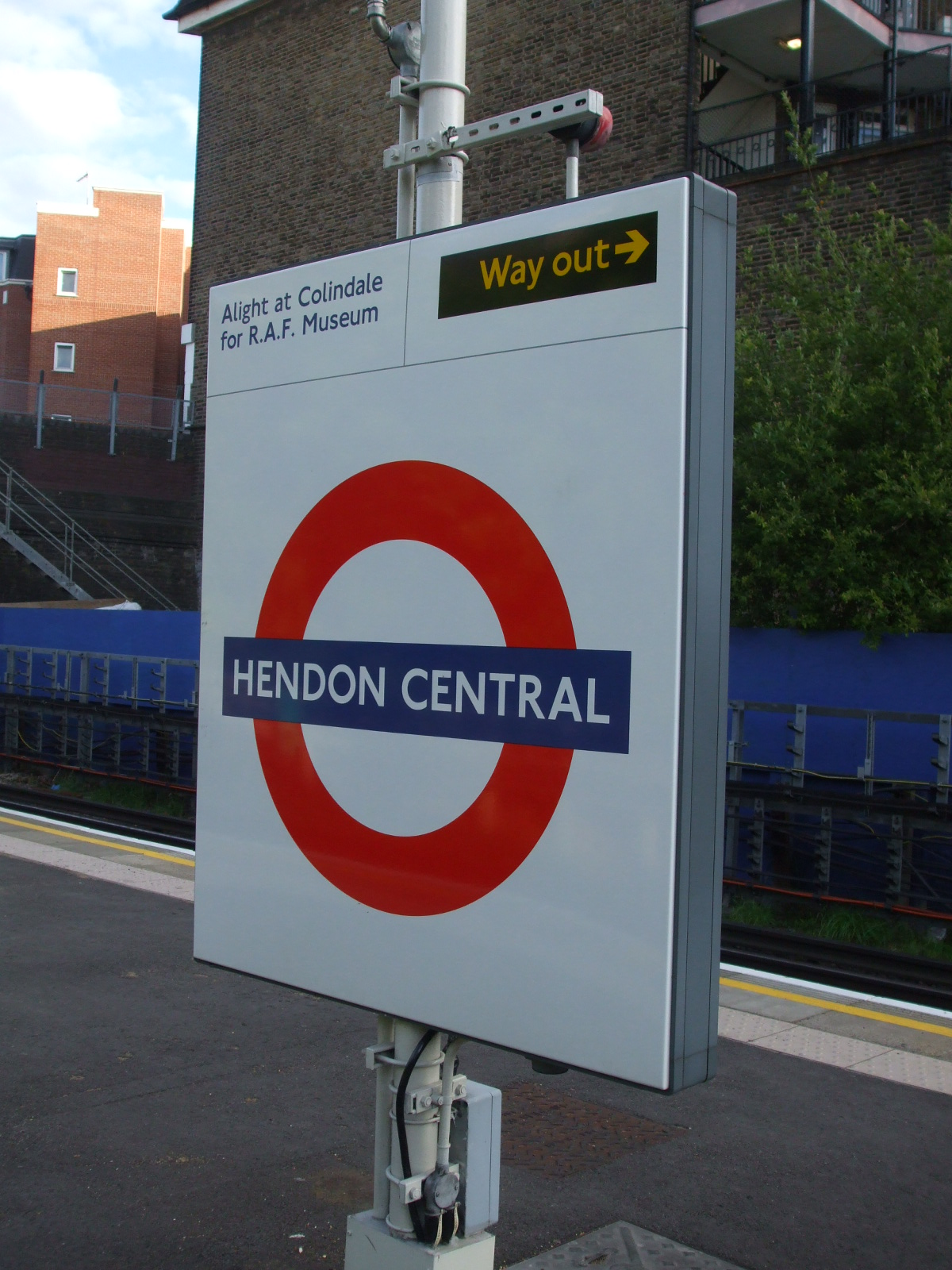
헨든센트럴 역 하행 승강장의 역명판. 런던 공군 박물관으로 가려면 콜린데일 역에서 하차하라고 안내하고 있다.

콜린데일 역에서 찾아갈 수 있는 인기 관광지는 런던 공군 박물관이다. 역에서 도보로 10분여 거리에 떨어져 있다.
2013년까지는 대영 도서관의 신문자료부속관이 콜린데일에 위치해 있었다가 지금은 자리를 이전했다. 이외에도 쇼핑센터 오리엔탈 시티로 가기 위해 콜린데일 역을 찾아오는 경우가 많다.

## 운행
콜린데일 역은 가끔 가다가 상행 열차의 종착역으로 쓰이기도 한다. 에지웨어 역까지 완전 운행을 하지 않는 것이다. 또 최근에는 뱅크 지선에서 에지웨어 지선으로 합류해 콜린데일 역까지 오는 열차들이 모두 비수기에 정기적으로 운행된다. 콜린데일 역이 종점인 열차들은 역 북쪽 일반선로 가운데에 있는 턴백 장치를 이용해 행선을 바꿔 달린다.

## 환승
콜린데일 역과 환승되는 런던 버스 노선은 204번과 303번이 있으며 야간 버스로는 N5번이 있다.

## 화보

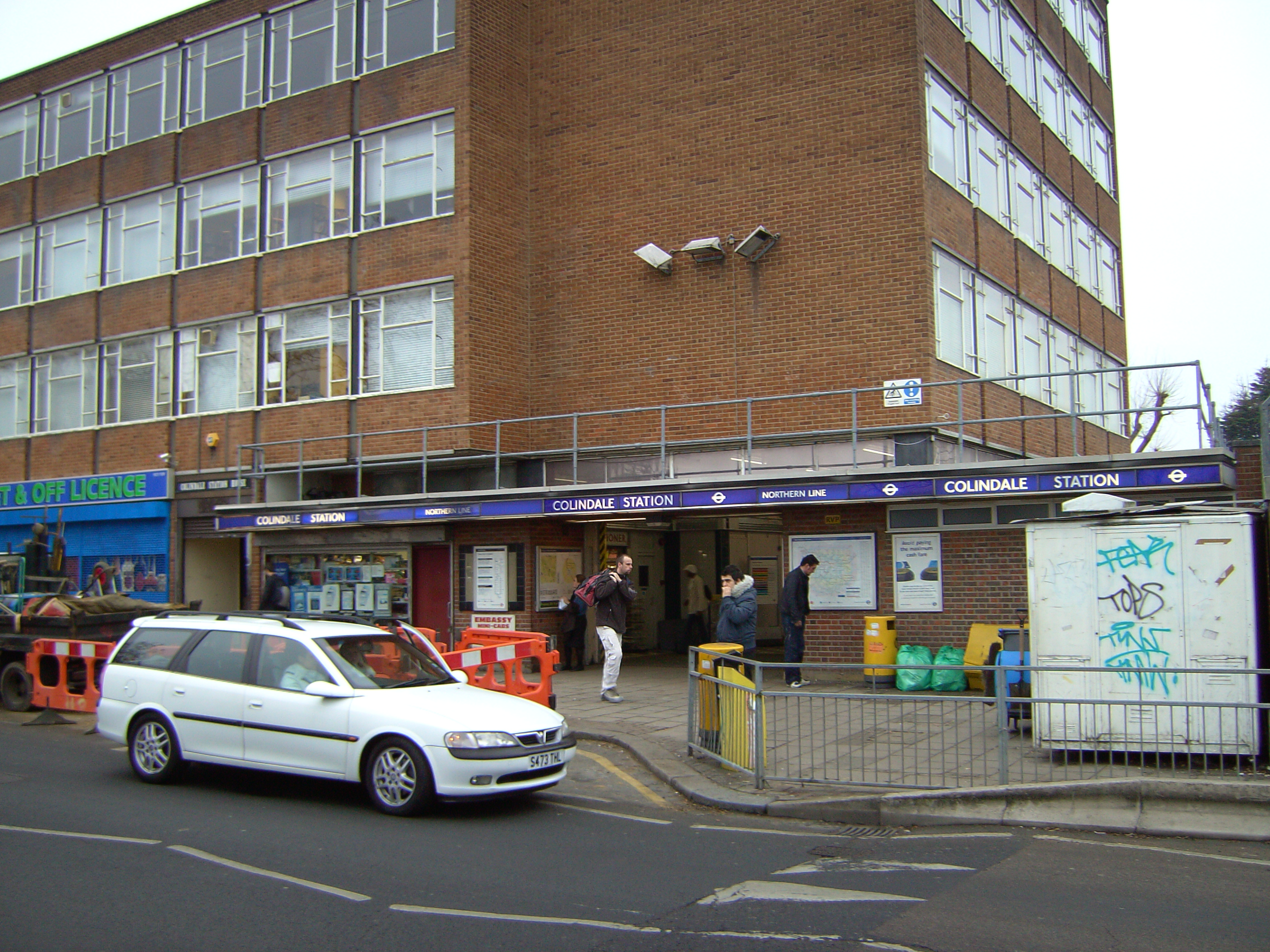
콜린데일 애비뉴 북쪽에서 바라본 역 입구 (2007년)
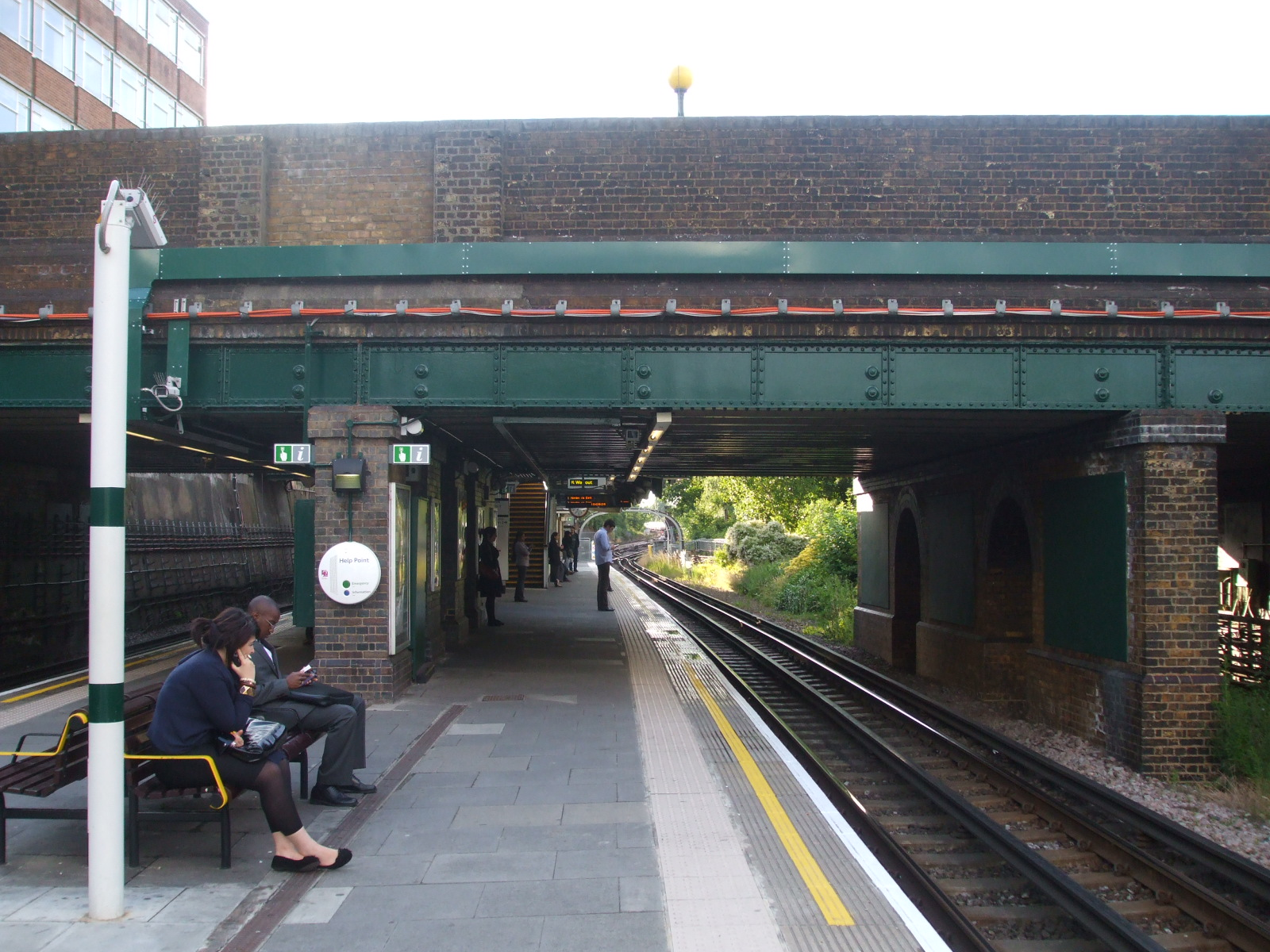
북쪽으로 바라본 섬식 승강장. 바로 위로 콜린데일 애비뉴가 지나간다.
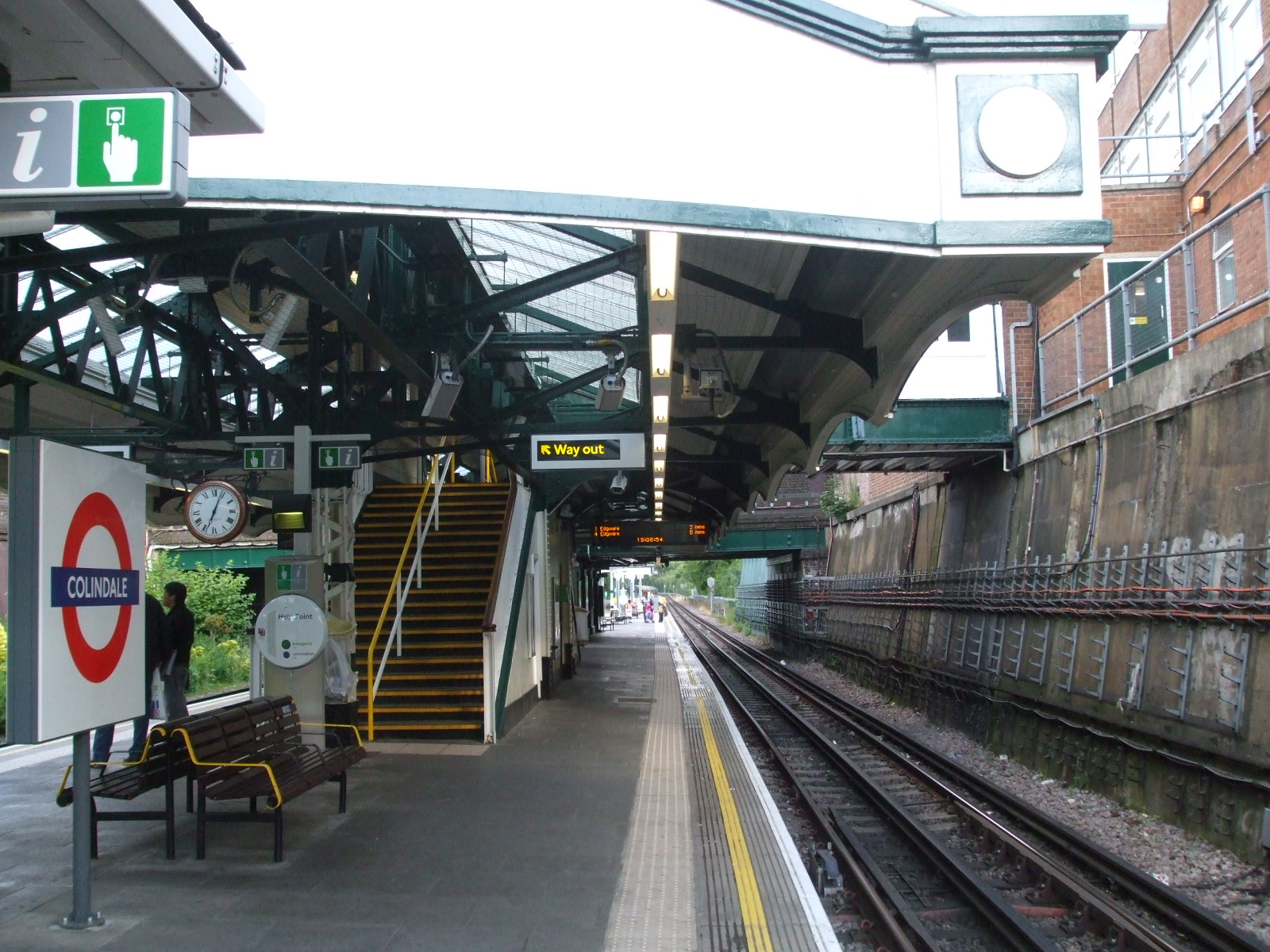
남쪽으로 바라본 섬식 승강장
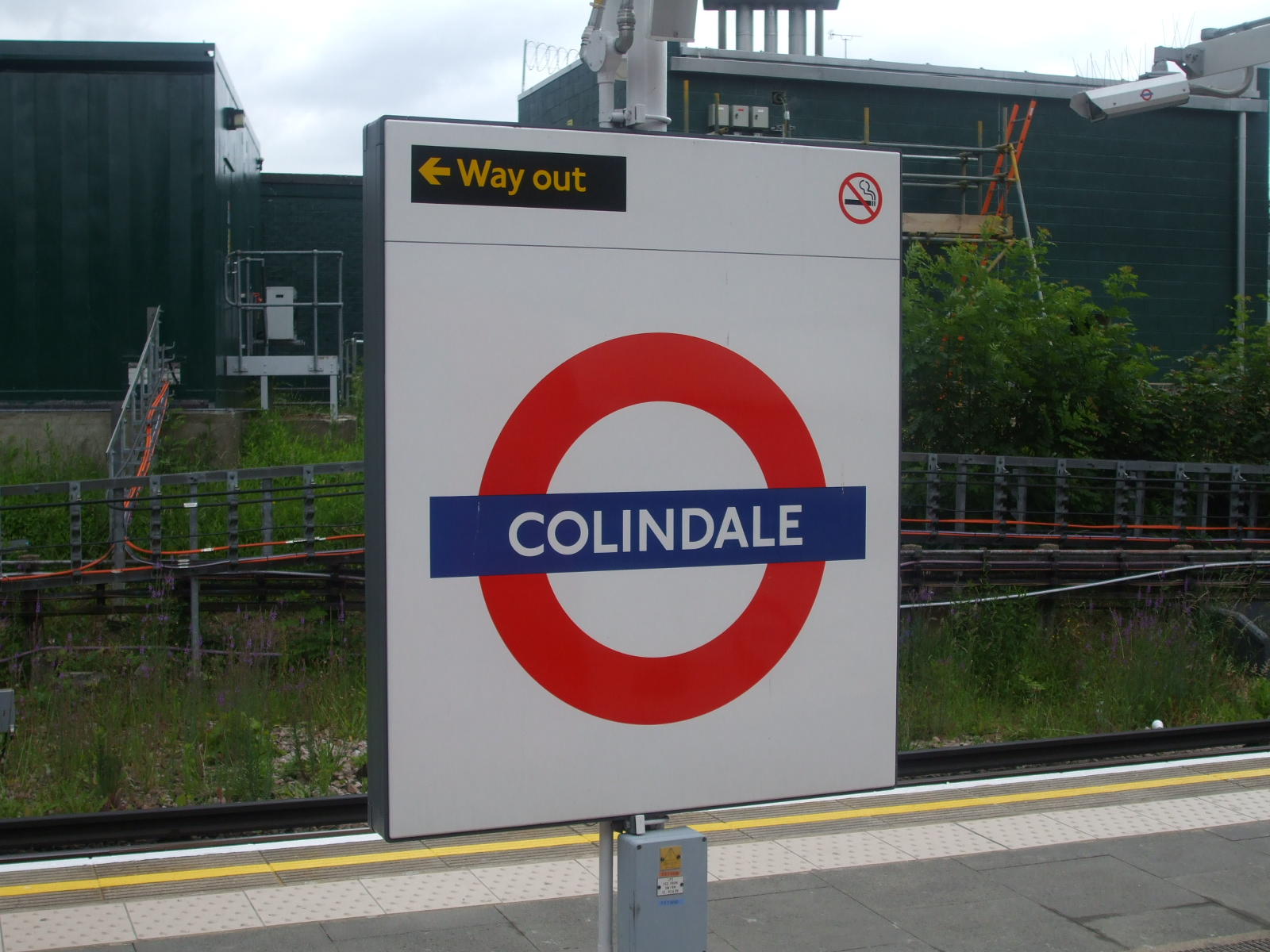
상행 승강장의 역명판